# Friedrich Traugott Kützing
Pour les articles homonymes, voir Traugott.
Friedrich Traugott Kützing est un botaniste prussien spécialiste des algues, né le 8 décembre 1807 à Ritteburg et mort le 9 septembre 1892 à Nordhausen.

## Biographie
Après avoir travaillé comme pharmacien, Friedrich Traugott Kützing étudie les sciences naturelles, à Halle, en Allemagne. En 1838, il fait un voyage pour étudier la botanique sur le littoral allemand, en Dalmatie, en Italie et dans les Alpes. Il devient enseignant de sciences naturelles à l’école royale de Nordhausen. En 1843, il est nommé professeur, fonction qu’il occupe jusqu’à son départ à la retraite en 1883.
Ses recherches sur les algues sont d’une grande importance. Son ouvrage, Spécies algarum, qui paraît à Leipzig en 1849, décrit toutes les algues connues à son époque. Il est un défenseur de la génération spontanée et luttait contre l’hypothèse de la stabilité des espèces.

## Liste partielle des publications
- Synopsis Diatomearum. Halle. 1833
- Tabulae phycologicae. Nordh. 1845-1870, vingt volumes, 2 000 planches colorées.
- Phycologia generalis, oder Anatomie, Physiologie und Systemkunde der Tange. Leipzig 1843. Quatre-vingts planches colorées
- Die kieselschaligen Bacillarien oder Diatomeen. Nordh. 1844.
- Phycologia germanica.  1845
- Algae aquae dulcis. Halle, 1833-1836
- Grundzüge der philosophischen Botanik. Leipzig, 1851-1852, deux volumes.